# ふくしま11時
『ふくしま11時』（ふくしまじゅういちじ）は、1976年4月から1977年まで放送された福島中央テレビの情報番組。『奥さま!11時です』の後継番組である。

## 概要
初期の『FTVテレポート』や『イブニングふくしま』と似たような内容で、ニュースを内包していた。一時期、タイトルロゴをマイナーチェンジしていたこともある。
番組はその後、『おはよう金曜日』へとリニューアルした。

## 放送時間
- 11:00 - 11:30

## 司会者
- 奥秋和夫
- 吉田いくよ

| スタブアイコン | サブスタブ | この項目は、まだ閲覧者の調べものの参照としては役立たない、テレビ番組に関連した書きかけの項目です。この項目を加筆・訂正などしてくださる協力者を求めています（P:テレビ/PJ:放送または配信の番組）。 |